# 猪名川町生涯学習センター
猪名川町生涯学習センター（いながわちょうしょうがいがくしゅうセンター）は、日本の兵庫県川辺郡猪名川町にある社会教育施設。公民館と図書館が併設されている。

## 概要
猪名川町は1955年（昭和30年）の六瀬村と中谷村の合併による成立後も長らく常設の公立図書館が設置されていなかった（ただし，兵庫県立伊丹高等学校猪名川分校跡地（現・猪名川町社会福祉センター（猪名川ゆうあいセンター））で，高等学校跡の木造校舎をそのまま利用した社会教育センターがあり，その中にある図書室2教室を「猪名川町立図書室」として管理運営していた。1995年の社会教育センター解体によって，現在の猪名川町立図書館に移管）。が、1989年（平成元年）に実施した「どんな町にしたいか」を問う町民アンケートで「図書館や児童文庫の充実」が16.4%を占める第3位となったことを受け、猪名川町総合公園（ふれあい公園）の整備に合わせて園内に図書館と中央公民館を併設した「文化創造センター」（仮称）を設置する方針が1991年（平成3年）に打ち出された。
生涯学習センターは1997年（平成9年）のふれあい公園全面供用開始に先行して1996年（平成8年）3月23日に開館し、同時に猪名川町立図書館として阪神地区公共図書館協議会へ入会した。同協議会に参加している伊丹市、川西市、三田市、宝塚市、尼崎市、西宮市、芦屋市の阪神間7市に居住している場合、各市立図書館と同じ条件で猪名川町立図書館の相互利用が可能である。

## 施設
1階に中央公民館、2階に町立図書館がそれぞれ設置されている。

### 猪名川町立図書館
毎週月曜日と毎月第1木曜日、年末年始は休館。
阪神地区公共図書館協議会の相互利用以外に、兵庫県立図書館の蔵書もインターネットで予約して受け取り可能である。
分室・移動図書館
本館の開館以前から阪急日生ニュータウンに日生図書室が設置されている。蔵書数は約1万5000冊。
- 666-0261 猪名川町松尾台1-2-1 日生中央センタービル2階

北緯34度54分20.82秒 東経135度23分34.90秒 / 北緯34.9057833度 東経135.3930278度
- 開館：毎週水・金・土・日曜日（祝日・年末年始は休室）

過去には町北部の六瀬地区に六瀬図書室が設けられていたが、移動図書館サービスの開始に伴い2000年（平成12年）3月に廃止された。廃止時の蔵書約3500冊は六瀬コミュニティセンターへ移管されている。移動図書館は2000年4月にサービスを開始し、公募により「イナくるっと号」と命名された。町東部と北部の11か所にステーションが設置され、月1回のペースで巡回している。

### 猪名川町立中央公民館
視聴覚ホール（定員150名）を始め音楽室、工作室、和室、会議室などが設置されている。利用には町の公共施設利用者登録が必要で、町外の個人・団体が利用する場合は割増が適用される。

## アクセス
川西バスターミナル（阪急川西能勢口駅前）もしくは能勢電鉄日生中央駅から阪急バスに乗り「総合公園」または「パークタウン中央」バス停で下車。